# Koltur

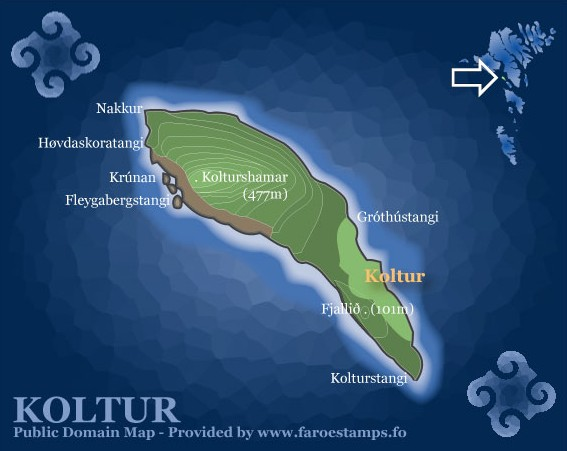
Mapa de Koltur.

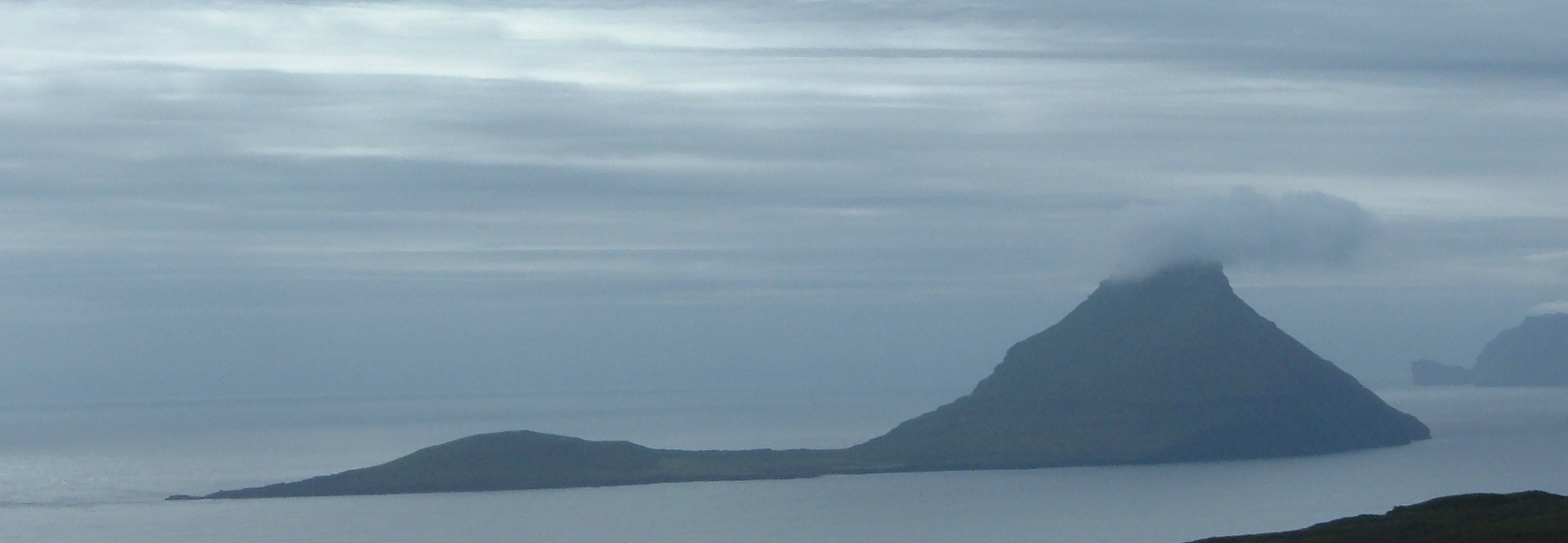
Koltur vista a partir de Streymoy, 2005. A ilha no fundo, à direita, é Vágar.

Koltur (em Dinamarquês Kolter) é uma das Ilhas Faroés.
A sua área é de 2,5 km², sendo a 17ª maior ilha do arquipélago.
Pertence à comuna de Tórshavn, possuindo apenas 2 habitantes, sendo sem dúvida nenhuma, o menor povoamento do planeta, por que algumas pessoas consideram o fato de que um povoamento deve ter pelo menos duas pessoas.
A mais alta das suas montanhas é Uppi à Oyggj, com 477 metros de altitude. No total, existem apenas dois cumes de montanhas.
O código postal de Koltur é FO-285.
Situa-se a noroeste de Hestur e é a menor das ilhas habitadas do arquipélago, com apenas 2,5 km².
Uma grande parte da ilha é ocupada pela maior das montanhas, com 478 metros de altitude, que provavelmente lhe deu nome, a partir de uma antiga palavra nórdica koltr, que significa cume de montanha. Outra teoria liga o seu nome à palavra inglesa colt, com o sentido de pistola. Este sentido ligá-la-ia a Hestoy (a ilha do cavalo), a sul.
Em conjunto com Hestur, Koltur tem sido habitada desde o tempo dos viquingues ou desde o início da Idade Média.
O povoamento da ilha começou com uma casa de quinta, no sul da ilha. Com o tempo, o terreno foi dividido em dois jardins e foi construída uma nova casa. Estas duas casas são chamadas pela população local Heimi í Húsi e Norðuri í Gerðum. Mais tarde, foram construídas mais duas casas, num total de quatro. A população alcançou os 50 habitantes, pertencentes a duas famílias, que não se falavam, desconhecendo-se a razão do afastamento. Nos anos 80, todos os seus habitantes, maioritariamente dedicados ao pastoreio de ovelhas, abandonaram a ilha.
Em 1994, a família Patursson (composta pelo casal Bjørn e Lükka Patursson), oriunda de Kirkjubøur, decidiu regressar à ilha com o intuito de restaurar uma das antigas povoações e de fazer regressar a criação de gado. Outro dos seus objectivos é tentar fomentar o turismo rural. Moram em Norðuri í Gerðum e recebem subsídios de instituições financeiras.
A casa Heimi í Húsi foi usada nas filmagens dos filmes Barbara e Dansurinn, sendo este último islandês. A rainha Margarida II da Dinamarca visitou a ilha em 1995.
Não existem transportes regulares para ilha, mas no Verão é possível encontrar circuitos de barco a partir de Gamlarætt e Tórshavn. Estão disponíveis helicópteros da Atlantic Airways durante todo o ano.